# Aliya Musabekova
Aliya Musabekova (engl. Transkription Aliya Musabekova; * 6. Februar 2004) ist eine usbekische Tennisspielerin.

## Karriere
Musabekova spielte 2022 zwei Doppel für die usbekische Billie-Jean-King-Cup-Mannschaft, die sie beide gewinnen konnte.